# بروانسبدرا
بروانسبدرا (بالألمانية: Braunsbedra) هي بلدة ألمانية تقع في ألمانيا في ساكسونيا أنهالت.  يقدر عدد سكانها بـ 11,205 نسمة .